# Tassadit Amer
Tassadit Amer (ur. 17 września 1995) – algierska zapaśniczka walcząca w stylu wolnym. Brązowa medalistka mistrzostw Afryki w 2016 i czwarta w 2017 roku.